# Banksia ser. Salicinae
Banksia ser. Salicinae es una de las nueve series de Banksia sect. Banksia. Se caracterizan por ser una de las más primitivas series de Banksia; que contiene 11 especies, todas muy variables.

## Especies
- Banksia aquilonia
- Banksia canei
- Banksia conferta
- Banksia dentata
- Banksia integrifolia
- Banksia marginata
- Banksia oblongifolia
- Banksia paludosa
- Banksia plagiocarpa
- Banksia robur
- Banksia saxicola